# Kerstin Lopatta
Kerstin Lopatta ist eine deutsche Ökonomin.

## Leben
Von 1989 bis 1996 erwarb sie das Diplom in Betriebswirtschaftslehre an der Universität Hannover und von 2001 bis 2006 die Promotion am Lehrstuhl für Betriebswirtschaftslehre, Wirtschaftsprüfung und Corporate Governance der Goethe-Universität. Von 2010 bis 2018 war sie Professorin für Rechnungswesen und Corporate Governance an der Universität Oldenburg. Seit 2018 ist sie Professorin für BWL, insb. externe Rechnungslegung, Prüfung und Nachhaltigkeit an der Universität Hamburg.

## Schriften (Auswahl)
- Goodwillbilanzierung und Informationsvermittlung nach internationalen Rechnungslegungsstandards - Business Combinations (IFRS, US-GAAP), Kaufpreisallokation, Impairment Test, Konvergenzbestrebungen. Wiesbaden 2006, ISBN 3-8350-0362-3.